# Lipopolisaharid glukoziltransferaza I
Lipopolisaharid glukoziltransferaza I (EC 2.4.1.58, UDP-glukoza:lipopolisaharid glukoziltransferaza I, lipopolisaharid glukoziltransferaza, uridin difosfat glukoza:lipopolisaharid glukoziltransferaza I, uridin difosfoglukoza-lipopolisaharid glukoziltransferaza) je enzim sa sistematskim imenom UDP-glukoza:lipopolisaharid glukoziltransferaza. Ovaj enzim katalizuje sledeću hemijsku reakciju
UDP-glukoza + lipopolisaharid {\displaystyle \rightleftharpoons } UDP + D-glukozil-lipopolisaharid
Prenosi glukozilne ostatke na osnovu lipopolisaharida, cf. EC 2.4.1.44 (lipopolisaharid 3-alfa-galaktoziltransferaza, EC 2.4.1.56 (lipopolisaharid N-acetilglukozaminiltransferaza) i EC 2.4.1.73 (lipopolisaharid glukoziltransferaza II).

## Literatura
- Nicholas C. Price; Lewis Stevens (1999). Fundamentals of Enzymology: The Cell and Molecular Biology of Catalytic Proteins (Third изд.). USA: Oxford University Press. ISBN 019850229X.
- Eric J. Toone (2006). Advances in Enzymology and Related Areas of Molecular Biology, Protein Evolution (Volume 75 изд.). Wiley-Interscience. ISBN 0471205036.
- Branden C; Tooze J. Introduction to Protein Structure. New York, NY: Garland Publishing. ISBN 0-8153-2305-0.
- Irwin H. Segel. Enzyme Kinetics: Behavior and Analysis of Rapid Equilibrium and Steady-State Enzyme Systems (Book 44 изд.). Wiley Classics Library. ISBN 0471303097.
- William P. Jencks (1987). Catalysis in Chemistry and Enzymology. Dover Publications. ISBN 0486654605.

## Spoljašnje veze
- Lipopolysaccharide+glucosyltransferase+I на 